# Sistema bipartidista

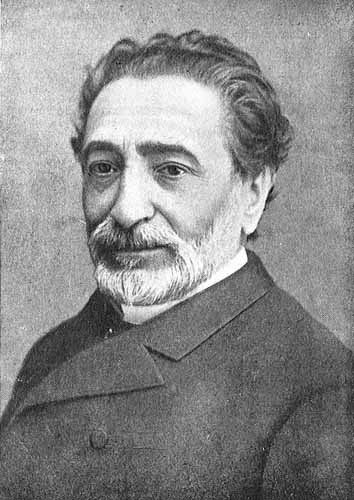
Práxedes Mateo Sagasta fue ministro y presidente del Consejo de Ministros de España 7 veces debido al cambio de turno bipartidista que por entonces ya existía en el país.

Un sistema bipartidista o bipartidismo es un sistema de partidos políticos que favorece la aparición de dos coaliciones políticas (por lo general antagónicas en el espectro político) para generar una exclusión o una discriminación positiva de minorías políticas, sucediendo en todas las elecciones que uno de ellos alcanza el gobierno de la nación y el otro ocupa el segundo lugar en las preferencias de voto, pasando a ser la oposición oficial al gobierno. Sus defensores argumentan que genera una estabilidad política al excluir sectores extremistas que podrían alcanzar una representación parlamentaria o presidencial. Por el contrario, sus detractores argumentan que el hecho de que excluye a estas minorías es antidemocrático.
Esta situación suele conllevar que esos dos partidos acaparen (además de la representación) casi en exclusiva la atención de los medios y de la opinión pública, pasando el resto de partidos algo desapercibidos de cara al grueso de la población. Sobre el sistema bipartidista existen grados. Siendo algunos sistemas políticos más bipartidistas que otros. En general la mayor parte de los sistemas lo favorecen en cierta medida aunque algunos están diseñados de forma bipartidista ya de raíz.

## Historia del bipartidismo

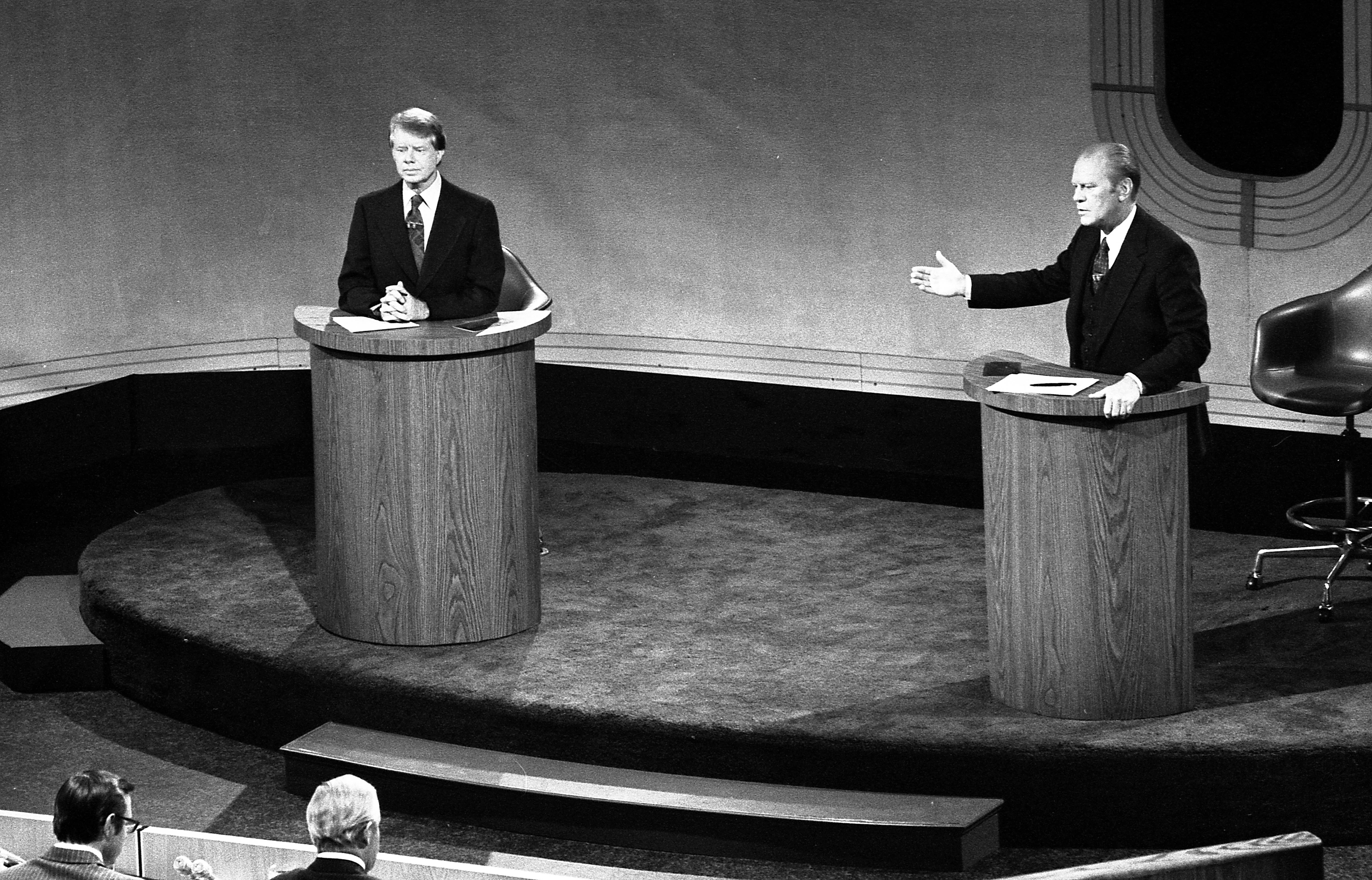
En la imagen Gerald Ford y Jimmy Carter en un debate en 1976. Quizás Estados Unidos sea el ejemplo mejor conocido a nivel mundial de bipartidismo. Existen movimientos que abogan incluso por retirar al tercer partido de la representación en el Congreso.

Aunque existen algunos antecedentes que pueden asociarse como formas prototípicas, como la lucha entre las facciones de populares y optimates en el Senado Romano (tomando la precaución de guardar las diferencias entre esa época y la nuestra), el bipartidismo tradicional como lo entendemos hoy en día nace tras la revolución francesa. Con mayor o menor éxito se fueron implantando de forma intermitente parlamentos bipartidistas en toda Europa en los que se presentan siempre dos bandos encontrados, conservadores y liberales. Los primeros tratando siempre de conservar los privilegios de la nobleza y los segundos tratando de equiparar en derechos a la burguesía. En España existen varios momentos en los que se establecen parlamentos de ese tipo, durante el trienio liberal o durante la restauración borbónica por ejemplo. En todos esos sistemas el pueblo llano, aún analfabeto en gran medida, permanece incapaz de influir en el poder. Con la llegada del socialismo el bipartidismo se rompe en la mayor parte de las democracias ya que una tercera fuerza social, la masa obrera, exige representación. El voto femenino también contribuye a disgregar más el mapa político europeo. La tendencia en casi todos los países es la de modernizar sus sistemas para tener en cuenta la nueva realidad social y, sobre todo, para evitar que haya más revoluciones obreras. En muchas naciones como Gran Bretaña, Francia y España, los partidos liberales finalmente son sustituidos por partidos socialistas (usualmente socialdemócratas) como el Partido Laborista, el Partido Socialista y el PSOE como el principal representante de las clases menos favorecidas y como el otro "pilar" del bipartidismo al lado de los partidos conservadores.[cita requerida]

## Factores que favorecen el bipartidismo
Existen varios factores que favorecen el bipartidismo:[cita requerida]
- Circunscripciones electorales muy numerosas. Cuantas más circunscripciones existan en una elección, y por tanto menos electos por circunscripción, más se favorecen las listas de candidatos más votadas, suponiendo un distribución uniforme de estas. El caso extremo es aquel en que se elige un candidato por circunscripción, como en el sistema por distritos del Reino Unido.
- En el sistema binominal vigente hasta 2017 en Chile, se elegían 2 personas por circunscripción electoral; si la lista electoral más votada doblaba el porcentaje de votos de la segunda con mayores preferencias, eran elegidos sus dos candidatos. De lo contrario, se elegían las dos primeras mayorías de las dos listas más votadas.
- Que la Ley Electoral (sistema de reparto de escaños en función de los votos) favorezca la creación de mayorías fuertes dando más representación a los partidos más votados.
- El establecimiento de umbrales electorales, o porcentajes de voto mínimos, para poder entrar en el Parlamento. Con esto se impide que nuevas formaciones políticas obtengan representatividad.
- La creación de coaliciones, federaciones y confederaciones entre los partidos.

El bipartidismo en muchos países aparece ligado a la evolución del sistema democrático en el que los partidos mayoritarios establecidos, dejan de tener un perfil ideológicamente muy marcado y se enfrentan por el mismo electorado. Tradicionalmente los partidos de masas habían dependido de las cuotas de militantes, y defendían intereses de clase, pero la aparición de los medios de comunicación, y el ensanchamiento de las clases medias llevó a que los partidos se enfrentaran por un mismo electorado, convirtiéndose en partidos atrapalotodo, en lugar de limitarse a movilizar a sus bases. Esta lucha partidista llevó a una dilución ideológica, y a buscar fuentes de financiación en forma de subvenciones públicas y prerrogativas de diferente tipo en lugar de las tradicionales cuotas de los afiliados. A partir de estas observaciones Richard Katz y Peter Mair desarrollaron un modelo en el que unos pocos partidos mayoritarios formados por políticos profesionales, con carga ideológica muy disminuida, pactan condiciones restrictivas a la entrada de nuevos partidos, cosa que asegura su financiación y beneficios personales para las élites partidarias. Desde un punto de vista económico estos partidos se comportan como "cárteles" sectoriales cuya estrategia de mercado es la limitación de la competencia. La evolución histórica de las bases de financiación y el uso de medios de comunicación a partir de la segunda mitad del siglo XX ha favorecido en un número importante de países la aparición de clases políticas organizadas en partidos de tipo "cártel" hecho que ha favorecido inexorablemente el bipartidismo.[cita requerida]

## Bipartidismo no proliferado
Los lugares donde el bipartidismo ha sido menos prolífico incluyen:
- Países con sistemas políticos multipartidistas, como Alemania, India o Italia, donde la presencia de múltiples partidos políticos compitiendo dificulta la dominación de solo dos partidos.
- Países con sistemas de representación proporcional,[7] como Países Bajos, Suiza y Suecia, que tienden a fomentar la representación de una gama más amplia de partidos políticos en comparación con los sistemas mayoritarios.
- Países con sistemas políticos inestables o en desarrollo, como algunas regiones de África subsahariana y América Latina, donde la fragmentación política y la falta de instituciones políticas sólidas hacen menos probable la dominación bipartidista.
- Países con conflictos étnicos o regionales significativos, donde las tensiones entre diferentes grupos hacen menos probable el establecimiento de un sistema político bipartidista dominante.

Es importante tener en cuenta que la dinámica política puede cambiar con el tiempo y que el grado de bipartidismo puede evolucionar en función de una variedad de factores políticos, sociales y económicos.

## Bipartidismo por país

### Belice
Desde su independencia, Belice ha tenido dos partidos dominantes el centroizquierdista Partido Unido del Pueblo y el centroderechista Partido Democrático. Son los únicos dos partidos representados en el Congreso de Belice.

### Chile
El bipartidismo en Chile se manifestó en una variante de este denominado binominalismo, el cual consiste en que cada división electoral elige a dos representantes. Para que una lista política se adjudique la exclusividad de tal división, debe doblar a la lista que lo sigue. En caso contrario, la segunda lista queda con un escaño de la mayoría de tal lista.
En Chile existe un sistema multipartidista con siete partidos políticos legalmente inscritos y con representación parlamentaria, pero que durante la vigencia del sistema binominal convergieron en dos grandes coaliciones: la centroizquierdista Nueva Mayoría (PDC, PPD, PRSD, PS, PC; más IC y MAS que no están legalmente inscritos) y la centroderechista Chile Vamos (RN, UDI; Evópoli y PRI). El sistema electoral binominal (proporcional de efectos mayoritarios) ha favorecido la existencia de estos dos grandes conglomerados. Antes de 2013, el bipartidismo se manifestó en dos coaliciones que precedieron a cada una de estas: la Concertación de Partidos por la Democracia y la Alianza por Chile, respectivamente.
El sistema binominal en Chile fue reemplazado en 2017 por un sistema D'Hondt, aplicado desde la siguiente elección parlamentaria. Con este nuevo sistema proporcional, aparecieron nuevos actores políticos que rompieron con el bipartidismo, como el Frente Amplio (coalición progresista y más a la izquierda que la Nueva Mayoría) y el Partido Republicano (tienda ultraderechista escisión de Chile Vamos).

### Colombia
El bipartidismo conservador-liberal fue el sistema partidista predominante en Colombia desde mediados del siglo XIX. A diferencia de los Estados Unidos y Reino Unido —los dos modelos bipartidistas "clásicos"—, el bipartidismo colombiano ha funcionado como un sistema multipartidista debido a su tradición de lucha entre fracciones dentro de cada partido.
En 1846 José Eusebio Caro y Mariano Ospina Rodríguez redactaron los fundamentos doctrinarios del Partido Conservador Colombiano. El mismo año, Ezequiel Rojas elaboró las bases programáticas del Partido Liberal Colombiano. Ambos partidos han mantenido una constante desde el momento de su fundación: tener en cuenta un sector de centro que permite las alianzas con el otro partido o con sectores del mismo.
Conservadores y liberales resultaron ganadores en todas las elecciones desde 1853, y durante todo el siglo XX. Las elecciones a la Asamblea Constituyente de Colombia de 1991 fueron la única vez que un grupo diferente obtuvo más del 10 % de los votos (Movimiento 19 de abril con el 23%). Sin embargo, en 1886 y 1910, disidencias de ambos partidos buscando crear nuevos partidos obtuvieron mayorías que les permitieron gobernar por algunos años. Además, otra disidencia formada de conservadores y liberales estuvo a punto de ganar las elecciones presidenciales de 1970.
Los alcances de la constitución de 1991, conllevaron a la ruptura parcial del bipartidismo en el país. Sin embargo, la falta de leyes estatutarias para estimular la vida de nuevos partidos, conllevó un vacío propicio para la irrupción de candidaturas personalistas y caudillistas.

### España

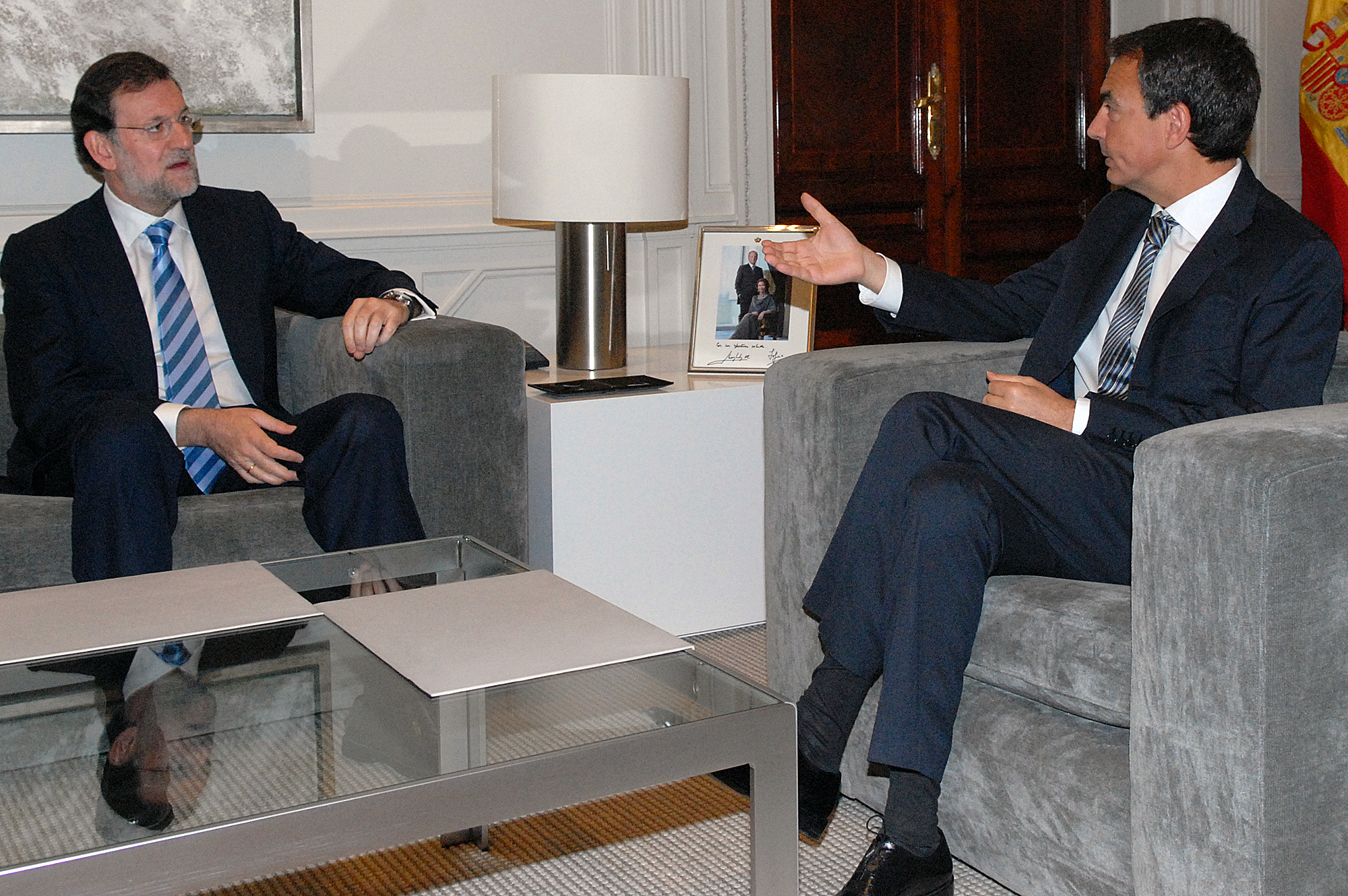
Los dos dirigentes de los partidos mayoritarios españoles en 2010, José Luis Rodríguez Zapatero presidente del Gobierno y Mariano Rajoy que ascendería a la presidencia un año después.

En España se han producido dos grandes periodos de bipartidismo.
El primero, conocido como turnismo, tuvo lugar entre 1875 y 1923 y fue uno de los elementos fundamentales del sistema de la Restauración borbónica. Consistió en la alternancia en el gobierno de los dos partidos dinásticos (Conservador y Liberal) por sucesivas decisiones del rey en función de una crisis política o de desgaste en el poder del partido gobernante.
El segundo comienza con el triunfo del Partido Socialista Obrero Español (PSOE) en las elecciones generales de 1982 y consiste en la alternancia en el gobierno entre el PSOE y el Partido Popular, ya que en cada elección desde entonces uno ha sido el partido gobernante y el otro el primer partido de la oposición. En 2011 se empezó a denominar este bipartidismo como PPSOE por la combinación de las siglas de los dos partidos. El ascenso de otros dos partidos para las elecciones generales de 2015, Podemos y Ciudadanos, a los que se sumó Vox para las elecciones generales de 2019, supuso un importante paréntesis para el bipartidismo, si bien la tendencia de los últimos años ha sido de volver a agrupar el voto en torno a estos dos partidos.

### Francia
Si bien han tenido distintos nombres, la mayor parte de la historia electoral de la Quinta República Francesa mostró un bipartidismo entre los conservadores gaullistas de centroderecha agrupados bajo distintos nombres (Unión de Demócratas por la República, Unión por un Movimiento Popular, Los Republicanos) y los socialistas de centroizquierda representados por el Partido Socialista (Francia) y sus aliados. Este bipartidismo se rompió definitivamente en la elección legislativa de 2017 cuando las dos opciones más votadas no fueron ni socialistas ni republicanos, sino el centrista ¡En Marcha! y el ultraderechista Frente Nacional.

### Grecia
Desde el fin de la Dictadura de los Coroneles y el establecimiento de la Tercera República Helénica en 1974, Grecia ha experimentado un periodo bipartidista en que se alternaron en el poder el socialdemócrata Movimiento Socialista Panhelénico (PASOK) y el conservador Nueva Democracia. En mayo de 2012, en el marco de la crisis de la deuda soberana, la Coalición de la Izquierda Radical (Syriza) superó los resultados del PASOK y se convirtió en la segunda fuerza más votada (por detrás de Nueva Democracia), poniendo fin al periodo bipartidista. En enero de 2015 Syriza pasó a ser la fuerza más votada y pactó con el derechista Griegos Independientes un gobierno de coalición. Sin embargo Nueva Democracia retornaría al poder tras las elecciones parlamentarias de Grecia de 2019 si bien Syriza se mantuvo como segundo lugar muy por encima de PASOK.

### Honduras
La república de Honduras fue considerada como una nación bajo un sistema bipartidista desde el finales del siglo XIX, siendo un país mayormente controlado por el partido Liberal (PLH), y el partido Nacional (PNH). Este sistema se terminó a partir de las elecciones generales de 2013 con el nacimiento del partido LIBRE orientado a la izquierda política el cual nació tras el golpe de Estado en 2009, convirtiéndose en la segunda fuerza política de Honduras superando al partido Liberal y llegando a la presidencia en 2021.

### Irlanda
Todos los Taoiseach de la República de Irlanda han pertenecido a los partidos Fine Gael o Fianna Fáil desde su independencia de Reino Unido. 

### Italia
Desde finales de la Segunda Guerra Mundial hasta los años noventa se vivió en Italia un bipartidismo entre la Democracia Cristiana y el Partido Comunista Italiano. El PCI nunca obtuvo el Poder Ejecutivo pero se mantuvo como primera fuerza de oposición y gobernó varias regiones, por lo que su influencia en la sociedad italiana fue importante. Este es un caso inusual de bipartidismo en donde uno de los dos partidos principales es comunista, ya que en la mayoría de los casos el principal partido de izquierda en un sistema bipartidista suele ser socialdemócrata o socioliberal.

### Pakistán
Desde su independencia del Imperio británico Pakistán vivió un sistema bipartidista en el cual los primeros ministros provenían siempre del centroizquierdista Partido del Pueblo Pakistaní o de la centroderechista Liga Musulmana de Pakistán (en sus distintas variantes), en una dinámica similar a la de socialdemócratas y democristianos de Occidente. Esto se rompió tras la elección del centrista Movimiento por la Justicia de Pakistán en las elecciones generales de Pakistán de 2018.

### Venezuela

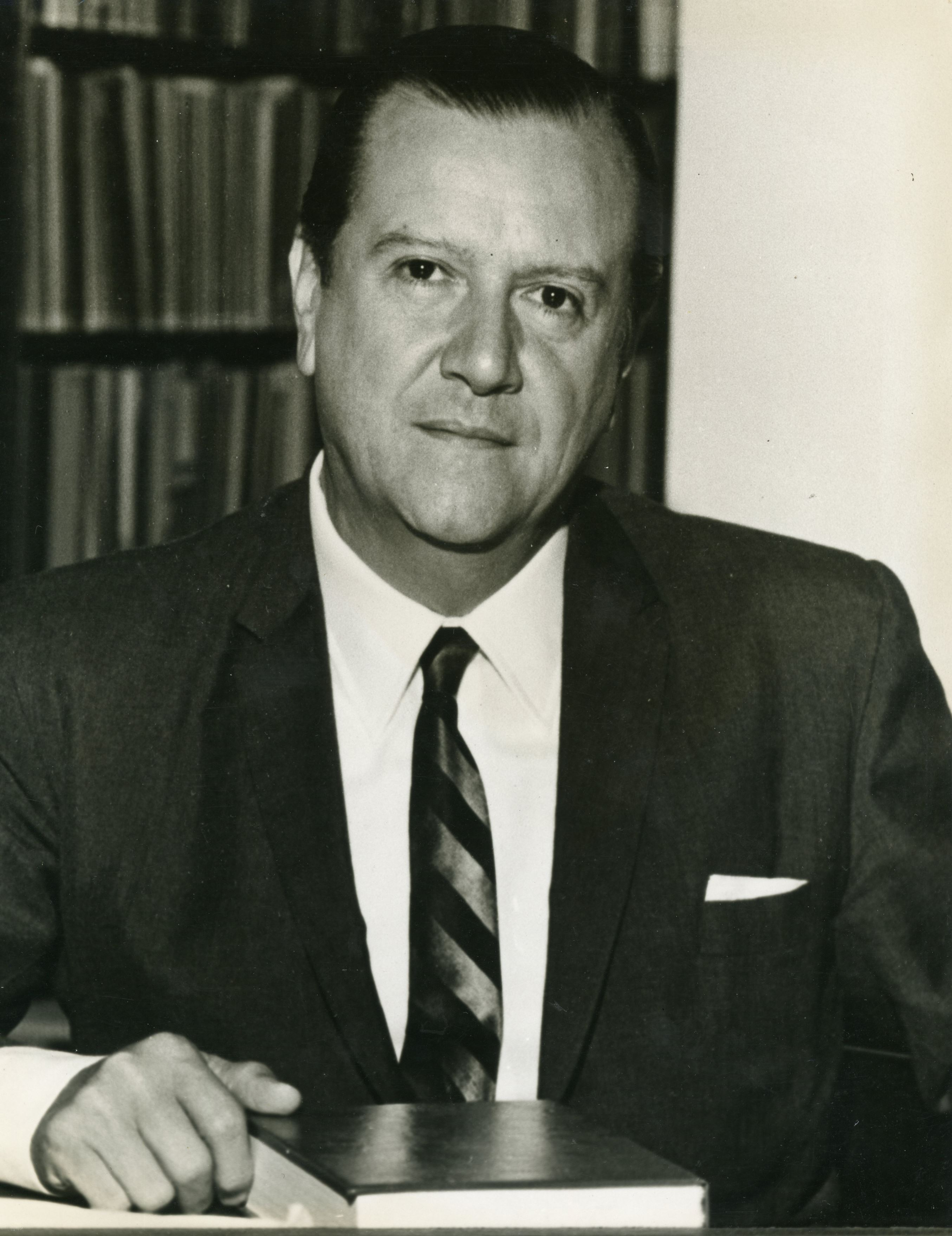
Rafael Caldera líder y fundador del partido COPEI y Presidente de la República en dos ocasiones. Caldera sería parte del auge y caída del bipartidismo en Venezuela.

El bipartidismo venezolano inició en 1968, con la elección del socialcristiano Rafael Caldera como presidente de Venezuela. Entre esa fecha y 1988, Acción Democrática y COPEI obtuvieron el respaldo de la mayoría del electorado. 
Los socialdemócratas de Acción Democrática y los socialcristianos de COPEI se mantuvieron en el poder gracias a la colaboración mutua y la alternancia constante en el poder. Estas tres décadas estuvieron marcadas por la corrupción y el clientelismo, lo que fue utilizado posteriormente como justificación para la retórica anti-política y anti-partidos de Hugo Chávez.
En 1993 Caldera llegó una segunda vez al poder con una escisión de COPEI, llamada Convergencia.

### En el mundo anglosajón

#### Estados Unidos
Si el británico es un sistema de bipartidismo clásico monárquico ya que respeta y se somete en las formas a la institución de la Corona, el sistema estadounidense es un típico ejemplo de bipartidismo presidencialista con esencia republicana. Este sistema permanece aún más intacto respecto a como lo dejaron sus padres fundadores. De hecho la evolución del sistema ha sido la de acentuar dicho bipartidismo ya que cada vez se necesitan mayores sumas de dinero para poder hacer política. En la actualidad sólo existen dos grandes partidos, conocidos como Partido Demócrata y Partido Republicano que ostentan entre ambos un respaldo superior al 90%. La situación se hizo patente en las elecciones del 2000 cuando el candidato Ralph Nader perjudicó a Al Gore frente a su oponente George W. Bush.[cita requerida]

#### Reino Unido
Claramente bipartidista en sus inicios, con conservadores (Tories) y liberales (Whigs) disputándose el poder, pronto surgieron los laboristas como tercera fuerza política. Poco a poco ganaron en relevancia hasta el punto de que en las últimas décadas se han alternado en el poder con los conservadores. Por otra parte, en la actualidad el sistema británico, si bien ha cambiado bastante desde entonces, mantiene sus instituciones casi intactas en su esencia. La Cámara de los Lores y la Cámara de los Comunes, por ejemplo, siguen siendo iguales en organización y estética que siglos atrás. En realidad los cambios hechos nunca han sido en los fundamentos del sistema sino retoques o parches para irse adaptando a los tiempos.

#### Trinidad y Tobago
Los dos partidos principales del bipartidismo trinitense son el Movimiento Nacional del Pueblo (PNM) y el Congreso Nacional Unido (UNC). El apoyo a estos partidos parece ser étnico: el PNM obtiene sistemáticamente la mayoría de los votos de los afrotrinitarios y el UNC la mayoría de los indotrinitarios. También existen varios partidos más pequeños, y en las elecciones generales de agosto de 2020 había 19 partidos políticos registrados. Dentro del Parlamento, además del PNM y el UNC, el Senado posee 9 escaños independientes; sin embargo, en la Cámara de Representantes solo los dos principales partidos poseen escaños.

#### Canadá
En Canadá, el Partido Liberal y el Partido Conservador han sido los dos principales partidos políticos durante gran parte de su historia, perteneciendo todos los primeros ministros del país a uno de estos dos partidos. Aunque hay otros partidos, como el Nuevo Partido Democrático (NDP) y el Partido Verde, el bipartidismo ha sido una característica importante del sistema político canadiense.

#### Australia
En Australia, el Partido Laborista y la Coalición (que comprende al Partido Liberal y al Partido Nacional) han dominado la política a nivel federal y estatal. Estos dos bloques políticos han competido entre sí en las elecciones y han alternado en el poder a lo largo de las décadas. Desde mediados del siglo XX todos los primeros ministros han sido laboristas o liberales, aunque en sus inicios hubo varios partidos que llegaron a ostentar el gobierno.

#### Nueva Zelanda
Aunque Nueva Zelanda tiene un sistema de representación proporcional mixto, el bipartidismo ha sido una característica importante en la política del país. El Partido Laborista y el Partido Nacional han sido los principales contendientes, y desde mediados del siglo XX todos los primeros ministros han pertenecido a estos, aunque otros partidos, como el Partido Verde y NZ First, también han tenido influencia en la política neozelandesa.

#### Otros casos
Similarmente a Reino Unido, en la mayoría de países de la Mancomunidad de Naciones que suelen seguir el sistema de gobierno Westmister, se da un bipartidismo entre oficialismo y oposición, así por ejemplo todos los primeros ministros de Jamaica han pertenecido al Partido Nacional o Laborista.

### En Latinoamérica
En la mayoría de los países latinoamericanos se establecieron sistemas bipartidistas, aun cuando muchos de ellos han tenido cambios radicales en dichos sistemas. La mayoría de los países latinoamericanos tienen sistemas presidenciales muy similares a los de EE. UU. Debido a la acumulación común de poder en la oficina presidencial, tanto el partido oficial como la oposición principal se convirtieron en importantes protagonistas políticos que causaron históricamente sistemas bipartidistas. Algunas de las primeras manifestaciones de esta particularidad fueron con los liberales y conservadores que a menudo lucharon por el poder en toda América Latina, causando los primeros sistemas bipartidistas en la mayoría de los países latinoamericanos que a menudo conducen a guerras civiles en lugares como Colombia, Ecuador, México, Venezuela, la República Centroamericana y Costa Rica, con luchas centradas especialmente en oponerse o defender los privilegios de la Iglesia Católica y la aristocracia criolla. Otros ejemplos de sistemas primitivos bipartidistas incluyeron pelucones vs pipiolos en Chile, federalistas vs unitarios en Argentina, colorados vs liberales en Paraguay y colorados vs blancos en Uruguay.
- Argentina: El Partido Justicialista (o Peronista) (PJ) y la Unión Cívica Radical (UCR) se han alternado al frente de los gobiernos constitucionales en los períodos en los que estuvo vigente el estado de derecho durante el siglo XX. Desde fines del siglo XX, las elecciones de mayor grado de polarización mostraron la reconversión del bipartidismo en un sistema de coaliciones, ejemplos de esto son las elecciones de 1997, 1999, 2019 y 2021. En 2023, se produjo el triunfo de La Libertad Avanza, una coalición política de derecha que no está conformada por ninguno de los dos partidos, marcando la primera vez desde la recuperación de la democracia que el peronismo y el radicalismo quedan ambos afuera del gobierno.
- Brasil: durante la dictadura se creó un bipartidismo institucionalizado entre el conservador Alianza Renovadora Nacional y la oposición tolerada del Partido del Movimiento Democrático Brasileño. Desde la democratización hasta la actualidad, aunque la política ha sido mayormente multipartidista, la competencia presidencial en la mayoría de los comicios celebrados ha sido entre un candidato del centroizquierdista Partido de los Trabajadores (PT) y el centroderechista Partido de la Social Democracia Brasileña (PSDB).
- Costa Rica; imperó un sistema bipartidista con la hegemonía del socialdemócrata PLN y el socialcristiano PUSC, sin embargo a partir del 2000 el país fue evolucionando hacia un sistema más diverso y multipartidista con el crecimiento de partidos diferentes como el PAC, el ML y el FA, al punto que el ganador de las elecciones de 2014 fue Acción Ciudadana y no uno de los dos partidos tradicionales.
- El Salvador; el 3 de febrero de año 2019 se llevó a cabo las elecciones presidenciales en la cual el ganador fue Nayib Bukele con el partido Gran Alianza por la Unidad Nacional poniendo fin a tres décadas de bipartidismo entre ARENA y FMLN.
- Guatemala; tuvo un sistema bipartidista entre liberales y conservadores más o menos desde su independencia hasta mediados del siglo XX cuando iniciaron los gobiernos militares. Tras restablecerse la democracia ha tenido un sistema ampliamente multipartidista.
- Honduras; el bipartidismo formado por el Partido Liberal y el Partido Nacional, de centroderecha y derecha respectivamente se mantuvo por más de cien años, sin embargo en las elecciones de 2013 los votos se distribuyeron entre cuatro partidos principales y donde el partido izquierdista Libertad y Refundación fue el segundo más votado después del Nacional, seguidos por el Liberal y el Partido Anticorrupción.
- Panamá: los dos partidos tradicionales fueron el socialdemócrata Partido Revolucionario Democrático y el nacionalista Partido Panameñista, sin embargo con la llegada al poder en las elecciones de 2009 del partido Cambio Democrático, un partido nuevo no vinculado a los dos tradicionales, el bipartidismo panameño llegó a su fin.
- Nicaragua; el bipartidismo tradicional de Nicaragua lo representaban el izquierdista FSLN (en el poder) y el derechista PLC, sin embargo las elecciones generales de 2006 pudieron haber marcado el final del esquema bipartidista, ya que las fuerzas anti-sandinistas se dividieron en dos grandes alianzas políticas: la de la Alianza Liberal Nicaragüense y el del PLC.
- Uruguay; los partidos tradicionales, Colorado y Nacional (o Blanco) dominaron la escena política por más de cien años, hasta bien entrada la segunda mitad del siglo XX. Hacia 1971 se perfiló un sistema francamente pluripartidista, que se instaló definitivamente en 2004 con el triunfo de la coalición centro-izquierdista del Frente Amplio.
- Venezuela; En el siglo XX, encabezado por los partidos Acción Democrática y COPEI, hasta fines de los 90's.

## Críticas al bipartidismo
Respecto a la idoneidad o no del bipartidismo en la democracia, existen opiniones contrapuestas. Hay quienes piensan[¿quién?] que es positivo porque ayuda a la estabilidad política y general de una nación, mientras que otros[¿quién?] creen que supone una disminución poco saludable de opiniones representadas en los organismos del poder, y que no existe una verdadera oposición lo que fomenta la corrupción.[cita requerida]
Estabilidad frente a representatividad han sido siempre los factores encontrados. La máxima estabilidad la representarían los regímenes unipartidistas, las dictaduras y monarquías absolutas y otras variedades de regímenes no democráticos. Por otro lado sistemas como el italiano donde se prima la representación de los partidos pequeños vendrían a ser los más inestables, ya que es casi imposible que ningún grupo parlamentario alcance la mayoría absoluta o una mayoría suficientemente clara, lo que obliga a realizar complicados pactos. Pero a juicio de muchos la incapacidad de realizar pactos estables de legislatura se debe más a la inmadurez democrática de quienes gobiernan que no por el pueblo, que simplemente vota a los partidos para que luego negocien con el peso que les ha dado la población a cada uno. Siguiendo esta teoría, en Italia dicha inestabilidad se debería más al gobierno de unidad nacional contra los comunistas, muy fuertes entonces, y por la gran corrupción que propiciaban unas instituciones mafiosas muy enquistadas en la vida política del país.[cita requerida]
El bipartidismo suele realimentarse ya que muchos votantes, pensando que votar a otros partidos políticos es malgastar el voto (por ser muy improbable que consigan representación parlamentaria), acaban eligiendo entre una de las dos opciones mayoritarias. Es lo que se denomina voto útil y que los partidos grandes suelen usar como baza para atraer a los votantes de partidos minoritarios coartando así aún más el bipolarizado sistema.[cita requerida]